# Championnats du monde de taekwondo 1991
Les Championnats du monde de taekwondo 1991 se sont déroulés du 28 octobre au 3 novembre à Athènes (Grèce).
Cette édition est la première à se tenir en Grèce.
16 catégories de poids sont présentées (8 chez les hommes et autant chez les femmes).
Cette édition marque un reflux assez net de la fréquentation par rapport à l'édition précédente : on passe de 59 nations à 49 et de 310 athlètes masculins à 273. Seule la fréquentation des athlètes féminines augmente sensiblement passant de 136 à 161.

## Faits remarquables

### La concurrence aux coréens se refait sentir
Les athlètes coréens remportent 8 titres contre 12 lors de l'édition précédente.
L'équipe américaine passe très près de détrôner la nation phares dans les compétitions féminines: il aurait suffi que Aaron Chavela batte son adversaire In Deok Yang lors de la finale des poids moyens féminines.
Le Danemark accomplit la performance d'être le premier pays hors Corée à remporter plus d'un titre masculin et enlève les deux catégories extrêmes.

### Des champions qui confirment
- Dae-Seung Yang remporte pour la 3e fois consécutive le titre des poids mouches masculins.
- Cheol Ho Kim conserve son titre chez les poids mouches masculins... mais pas la typographie de son patronyme, un fait malheureusement assez habituel dans les comptes rendus de la WTF.
- Chang Jung San remporte une deuxième médaille d'argent consécutive en poids Fin masculin, Yvonne Fransen en fait de même chez les poids lourds féminines.

## Podiums[1],[2],[3]

### Hommes
| Event                                  | Or                | Argent             | Bronze             |
| -------------------------------------- | ----------------- | ------------------ | ------------------ |
| Poids Fin (fourchette non précisée)    | Gergely Salim     | Chang Jung San     | Syrous Rezaei      |
| Poids Fin (fourchette non précisée)    | Gergely Salim     | Chang Jung San     | Cheol Woo Kang     |
| Poids mouche (fourchette non précisée) | Cheol Ho Kim      | Josef Salim        | Gabriel Esparza    |
| Poids mouche (fourchette non précisée) | Cheol Ho Kim      | Josef Salim        | Tapilatu Django    |
| Poids coq (fourchette non précisée)    | Ángel Alonso Ríos | Sayen Najem        | Sang Joon Sun      |
| Poids coq (fourchette non précisée)    | Ángel Alonso Ríos | Sayen Najem        | Ekrem Boyali       |
| Poids plume (fourchette non précisée)  | Heok Chang        | Tapilatu Stefan    | Concalves Jorge    |
| Poids plume (fourchette non précisée)  | Heok Chang        | Tapilatu Stefan    | Tamer Ard El Monem |
| Poids léger (fourchette non précisée)  | Dae-Seung Yang    | Abratique Ramilito | John Collinson     |
| Poids léger (fourchette non précisée)  | Dae-Seung Yang    | Abratique Ramilito | Hiang Ming Jen     |
| Poids Welter (fourchette non précisée) | Yong Woong Park   | Villasana James    | Kondo Hisashi      |
| Poids Welter (fourchette non précisée) | Yong Woong Park   | Villasana James    | Hugo Garcia        |
| Poids moyens (fourchette non précisée) | Soon Cheul Yoon   | Yehya Alam         | Metin Sahin        |
| Poids moyens (fourchette non précisée) | Soon Cheul Yoon   | Yehya Alam         | Perez Herbert      |
| Poids lourds (fourchette non précisée) | Sorensen Tonny    | Schawe Oliver      | Jordan Miguell     |
| Poids lourds (fourchette non précisée) | Sorensen Tonny    | Schawe Oliver      | Amr Khairy         |

### Femmes
| Catégorie                              | Or                | Argent         | Bronze             |
| -------------------------------------- | ----------------- | -------------- | ------------------ |
| Poids Fin (fourchette non précisée)    | Delgado Elizabeth | Gulnur Yerlisu | Wu Shan Chen       |
| Poids Fin (fourchette non précisée)    | Delgado Elizabeth | Gulnur Yerlisu | Jin Seong Kim      |
| Poids mouche (fourchette non précisée) | Arzu Tan          | Van Der Pas    | Mariela Valenzuela |
| Poids mouche (fourchette non précisée) | Arzu Tan          | Van Der Pas    | Tanghui Wen        |
| Poids coq (fourchette non précisée)    | Dong Seon Park    | Dondu Sahin    | Walker Kathy       |
| Poids coq (fourchette non précisée)    | Dong Seon Park    | Dondu Sahin    | Solis Rosario      |
| Poids plume (fourchette non précisée)  | Tung Ya Ling      | Aysegul Ergin  | Lopez Josefina     |
| Poids plume (fourchette non précisée)  | Tung Ya Ling      | Aysegul Ergin  | Azza Adel          |
| Poids léger (fourchette non précisée)  | Eun Ok Jeong      | Yi An Chen     | Thielman Minouchka |
| Poids léger (fourchette non précisée)  | Eun Ok Jeong      | Yi An Chen     | Knoll Dolores      |
| Poids Welter (fourchette non précisée) | Limas Arlene      | Bisturer Coral | Hang Mi Cho        |
| Poids Welter (fourchette non précisée) | Limas Arlene      | Bisturer Coral | Morfou Drosidou    |
| Poids moyens (fourchette non précisée) | In Deok Yang      | Aaron Chavela  | Del Real           |
| Poids moyens (fourchette non précisée) | In Deok Yang      | Aaron Chavela  | Theano Ketesidou   |
| Poids lourds (fourchette non précisée) | Love Lynette      | Yvonne Fransen | Widehov Anna       |
| Poids lourds (fourchette non précisée) | Love Lynette      | Yvonne Fransen | Bettina Hipf       |

## Tableau des médailles[4]
| Rang | Nation         | Or | Argent | Bronze | Total |
| ---- | -------------- | -- | ------ | ------ | ----- |
| 1    | Corée du Sud   | 8  | 0      | 4      | 12    |
| 2    | États-Unis     | 2  | 2      | 1      | 5     |
| 3    | Espagne        | 2  | 1      | 4      | 7     |
| 4    | Danemark       | 2  | 1      | 0      | 3     |
| 5    | Turquie        | 1  | 3      | 2      | 6     |
| 6    | Taipei chinois | 1  | 2      | 3      | 6     |
| 7    | Pays-Bas       | 0  | 2      | 2      | 4     |
| 8    | Canada         | 0  | 2      | 0      | 2     |
| 9    | Égypte         | 0  | 1      | 3      | 4     |
| 10   | Allemagne      | 0  | 1      | 1      | 2     |
| 11   | Philippines    | 0  | 1      | 0      | 1     |
| 12   | Mexique        | 0  | 0      | 3      | 3     |
| 13   | Grèce          | 0  | 0      | 2      | 2     |
| 14   | Argentine      | 0  | 0      | 1      | 1     |
| 14   | Australie      | 0  | 0      | 1      | 1     |
| 14   | Brésil         | 0  | 0      | 1      | 1     |
| 14   | Royaume-Uni    | 0  | 0      | 1      | 1     |
| 14   | Iran           | 0  | 0      | 1      | 1     |
| 14   | Japon          | 0  | 0      | 1      | 1     |
| 14   | Suède          | 0  | 0      | 1      | 1     |

## Classement des équipes
| Rang | Pays           | Or | Argent | Bronze |
| ---- | -------------- | -- | ------ | ------ |
| 1    | Corée du Sud   | 5  | 0      | 2      |
| 2    | Danemark       | 2  | 1      | 0      |
| 3    | Espagne        | 1  | 0      | 2      |
| 4    | Égypte         | 0  | 1      | 2      |
| 5    | Pays-Bas       | 0  | 1      | 1      |
| 5    | Taipei chinois | 0  | 1      | 1      |
| 5    | États-Unis     | 0  | 1      | 1      |
| 8    | Canada         | 0  | 1      | 0      |
| 8    | Allemagne      | 0  | 1      | 0      |
| 8    | Philippines    | 0  | 1      | 0      |
| 11   | Turquie        | 0  | 0      | 2      |
| 12   | Australie      | 0  | 0      | 1      |
| 12   | Brésil         | 0  | 0      | 1      |
| 12   | Iran           | 0  | 0      | 1      |
| 12   | Japon          | 0  | 0      | 1      |
| 12   | Mexique        | 0  | 0      | 1      |

| Rang | Pays           | Or | Argent | Bronze |
| ---- | -------------- | -- | ------ | ------ |
| 1    | Corée du Sud   | 3  | 0      | 2      |
| 2    | États-Unis     | 2  | 1      | 0      |
| 3    | Turquie        | 1  | 3      | 0      |
| 4    | Espagne        | 1  | 1      | 2      |
| 4    | Taipei chinois | 1  | 1      | 2      |
| 6    | Pays-Bas       | 0  | 1      | 1      |
| 7    | Canada         | 0  | 1      | 0      |
| 8    | Grèce          | 0  | 0      | 2      |
| 8    | Mexique        | 0  | 0      | 2      |
| 10   | Argentine      | 0  | 0      | 1      |
| 10   | Égypte         | 0  | 0      | 1      |
| 10   | Royaume-Uni    | 0  | 0      | 1      |
| 10   | Allemagne      | 0  | 0      | 1      |
| 10   | Suède          | 0  | 0      | 1      |